# Гусиный лук
Гусиный лук, или Гусинолук, или Гусятник, или Гейджия, или Птичий лук (лат. Gagea) — род травянистых луковичных растений семейства Лилейные (Liliaceae), распространённых в умеренных областях Евразии, а также в Северной Африке.
Все представители рода — ранневесенние эфемероиды. Общее число видов — по данным сайта The Plant List — около двухсот.

## Название
Своё научное название род получил в честь сэра Томаса Гейджа (англ. Thomas Gage, 1781—1820) — английского ботаника-любителя, исследователя флоры Ирландии и Португалии.

## Биологическое описание

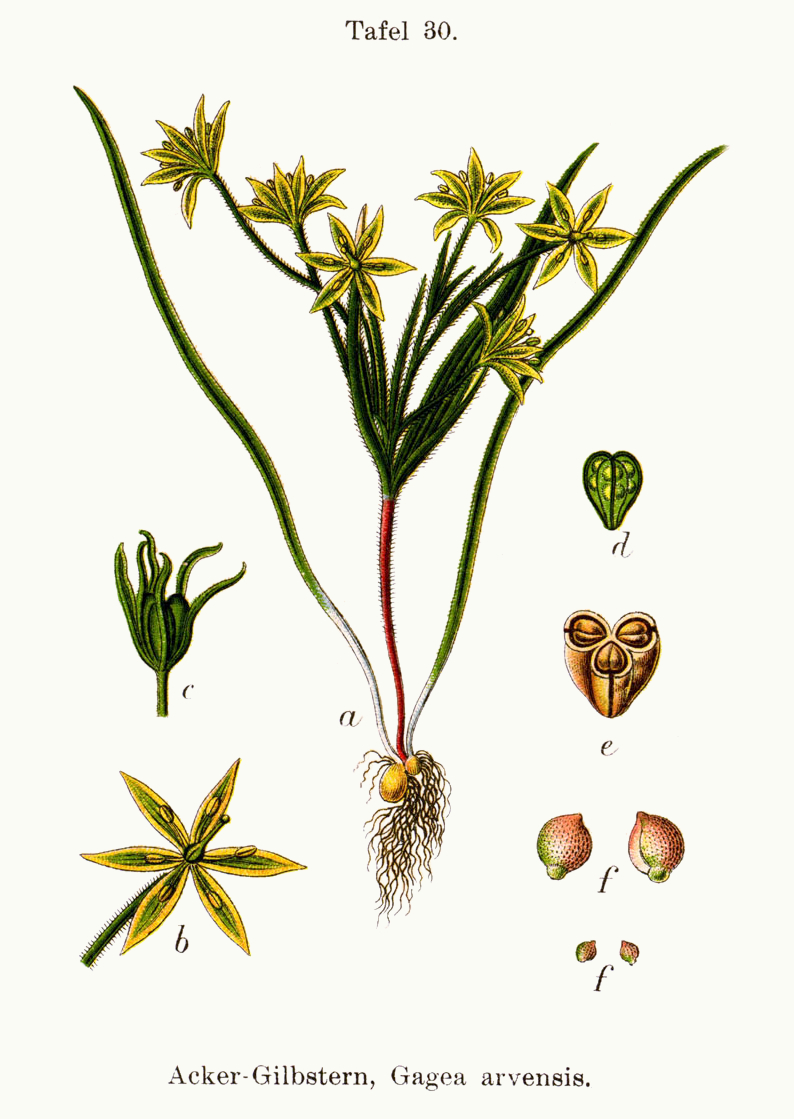
. Ботаническая иллюстрация Якоба Штурма из книги «Deutschlands Flora in Abbildungen» (1796).

Высота растений — от 3 до 35 см. У растений может быть одна луковица, но часто образуется также несколько дочерних луковиц, связанных с материнской луковицей столонами.
У некоторых видов имеются корни двух типов: идущие от середины донца вертикально вниз (корни с положительным геотропизмом), и идущие от края донца сначала вниз, а затем горизонтально и вверх (корни с нулевым и отрицательным геотропизмом). Корни второго типа оплетают луковицу, образуя подобие защитной капсулы.
Базальных листьев — один или два, они узкие, длинные, плоские, их высота обычно превышает высоту соцветия. Число листьев на цветоносах — от одного до десяти.
Соцветия зонтиковидные извилины, с небольшим числом цветков, иногда даже редуцированы до одного цветка. Цветки небольшие, жёлтые, звёздчатые. Околоцветник простой, венчиковидный, состоит из шести листочков (сегментов), расположенных в два круга. Тычинок шесть. Опыление происходит с помощью насекомых, которых привлекает нектар, скапливающийся между основаниями тычиночных нитей и листочков околоцветника.
Плод — коробочка.
Вскоре после цветения надземная часть отмирает.
Гусиные луки интенсивно размножаются и с помощью луковичек, которые образуются на днище луковицы, в пазухах базальных и стеблевых листьев, а иногда и на месте бутонов.

## Применение
Ранее некоторые виды гусиного лука использовали в народной медицине, а также в варёном виде использовали в пищу.

## Классификация

### Таксономическое положение
Род Гусиный лук, как и наиболее близкий к нему род Ллойдия (Lloydia), а также роды Тюльпан (Tulipa) и Эритрониум (Erythronium) входят в трибу Тюльпановые (Tulipeae), относящуюся к подсемейству Лилейные (Lilioideae) семейства Лилейные (Liliaceae).
Некоторые авторы выделяют роды Гусиный лук и Ллойдия в отдельную трибу Гейджиевые (Gageeae) в составе того же подсемейства. Иногда род Lloydia могут включать в род Гусиный лук.
|  |                  |  |                    |                       |                   |  | класс Двудольные | класс Двудольные                         |                                          |  |  |  | ещё 9 семейств            | ещё 9 семейств           |  |  |
|  |                  |  |                    |                       |                   |  | класс Двудольные | класс Двудольные                         |                                          |  |  |  | ещё 9 семейств            | ещё 9 семейств           |  |  |
|  |                  |  |                    | отдел Покрытосеменные |                   |  |                  |                                          | порядок Лилиецветные (Liliales)          |  |  |  |                           | род Гусиный лук (Gagea ) |  |  |
|  |                  |  |                    | отдел Покрытосеменные |                   |  |                  |                                          | порядок Лилиецветные (Liliales)          |  |  |  |                           | род Гусиный лук (Gagea ) |  |  |
|  | царство Растения |  |                    |                       | класс Однодольные |  |                  |                                          | семейство Лилейные (Liliaceae)           |  |  |  |                           |                          |  |  |
|  | царство Растения |  |                    |                       |                   |  |                  |                                          |                                          |  |  |  |                           |                          |  |  |
|  |                  |  | отдел Голосеменные | отдел Голосеменные    |                   |  |                  | ещё 9 порядков (согласно Системе APG II) | ещё 9 порядков (согласно Системе APG II) |  |  |  | ещё 16 родов см. Лилейные |                          |  |  |
|  |                  |  |                    | отдел Голосеменные    |                   |  |                  |                                          | ещё 9 порядков (согласно Системе APG II) |  |  |  |                           |                          |  |  |

### Виды

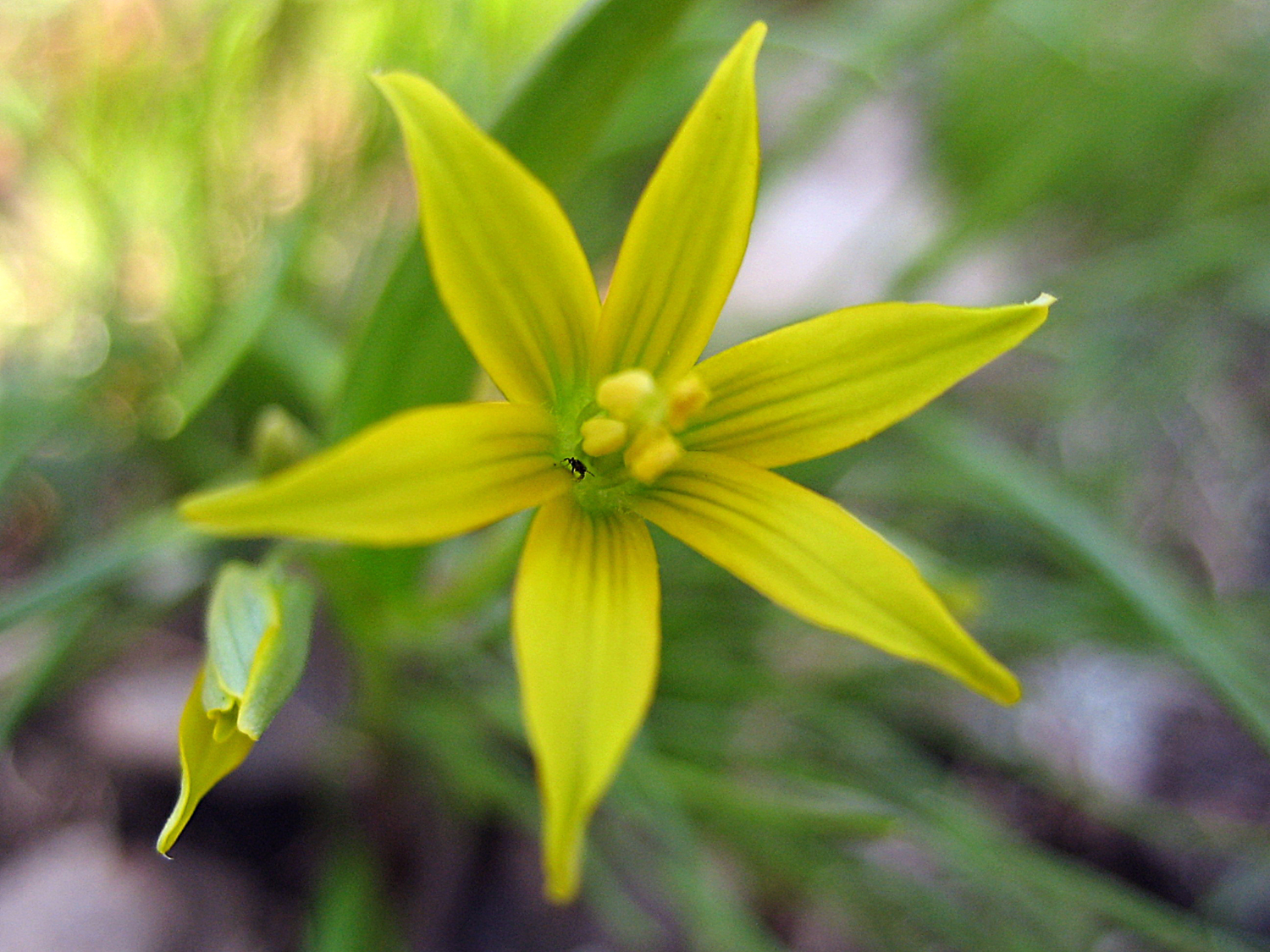

Число видов в роде Гусиный лук — около двухсот (некоторые авторы указывают число 280).

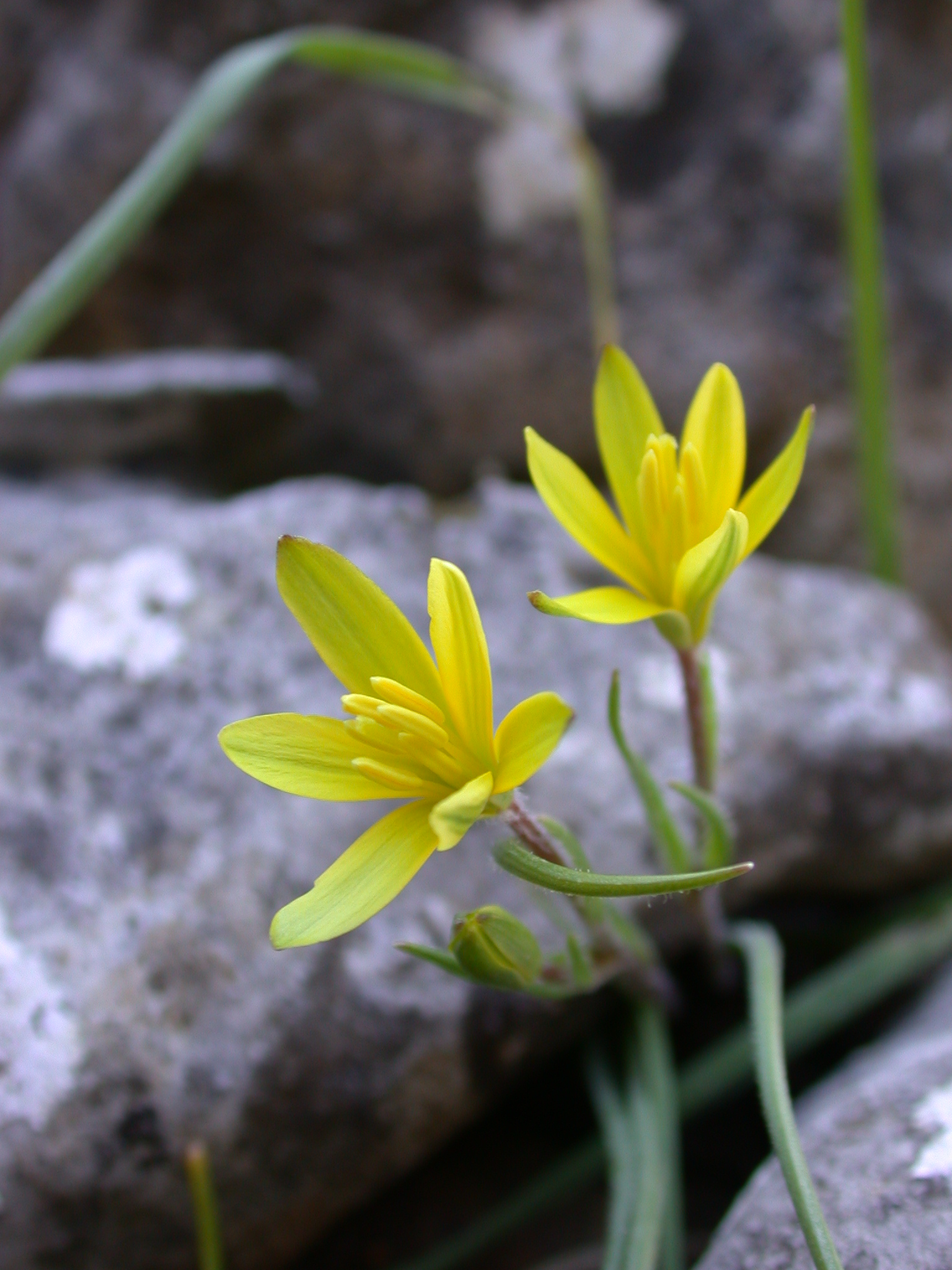

В Европейской части России встречаются:
- Gagea granulosa Turcz. — Гусиный лук зернистый. Растение высотой до 15 см с многочисленными мелкими луковичками, образующимися в основании луковицы. Цветоножки опушённые.
- Gagea lutea (L.) Ker Gawl. — Гусиный лук жёлтый. Растение высотой до 25 см; луковица одиночная, без мелких луковичек. Листочки околоцветника снаружи зелёные. Верхушка базального листа имеет форму колпачка.
- Gagea minima (L.) Ker Gawl. — Гусиный лук малый. Растение высотой до 15 см с заострёнными листочками околоцветника. Очень быстро вегетативно размножается с помощью мелких луковичек, образующихся в основании луковицы.
- Gagea rubicunda Meinsh. — Гусиный лук румяный. Растение высотой до 15 см; луковица одиночная, без мелких луковичек. Листочки околоцветника снаружи красноватые — отсюда название. В конце цветения в соцветии образуются мелкие луковички. Вид внесён в Красные книги природы Ленинградской области и Санкт-Петербурга.